# 오키나와 제도

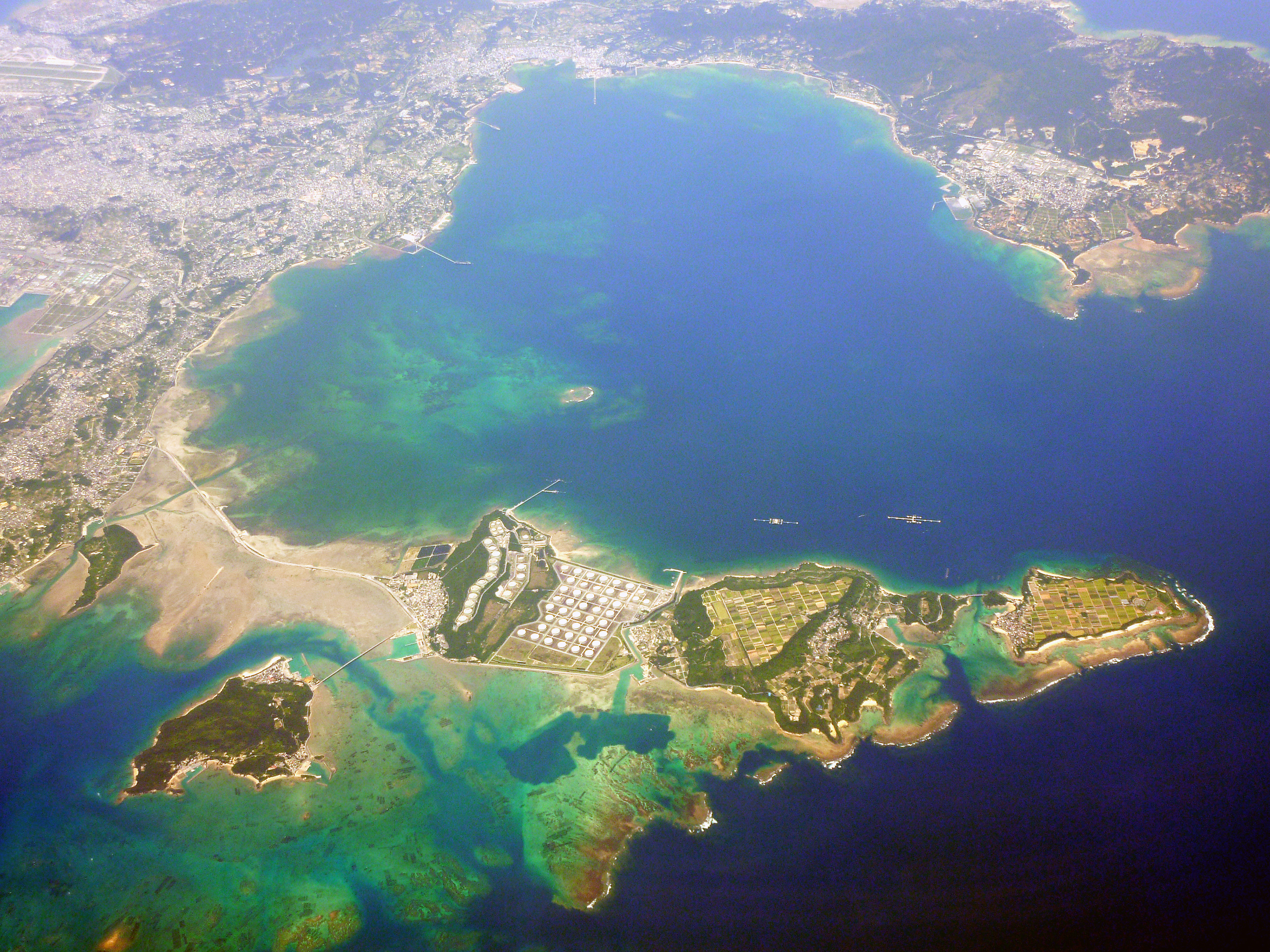

오키나와 제도(일본어: 沖縄諸島, おきなわしょとう)는 난세이 제도 중앙부의 크고 작은 섬 들의 무리로 오키나와현의 중심부를 이루고 있다.

## 지형
오키나와 지형의 특색은 여러 섬 주위에 발달한 해안 단구와 류큐 석회암(琉球石灰岩)의 대지가 널리 분포되어 있다는 점이다. 또한 해안에서 산호초가 발달하고 있다. 오키나와의 주도인 오키나와섬은 북동방에서 남서로 길게 뻗친 길이 약 120km의 좁은 섬이다. 섬의 지협부(地峽部)를 경계로 지형, 지질이 다르다. 지협부 이북은 기반이 중·고생대의 암석으로 되어 있고, 이남에 비해 지형이 급준(急峻)하다. 한편, 해안 단구가 발달되어 있기 때문에 세키료산맥(脊梁山脈)이 도상(島狀)으로 보인다. 지협부 이남은 기반이 비교적 새로운 제3기의 도고층(島尻層)으로 되어 있고, 더욱이 류큐 석회암이 덮여 있어 지형도 평탄하다. 반면, 이시가키섬(石垣島)은 오키나와에서 가장 복잡한 지형·지질을 이루고 있다. 면적 2,388.2km2.

## 섬의 목록
- 오키나와섬
- 도나키섬
- 아구니섬
- 구메섬
- 이시가키섬
- 이에섬
- 이헤야섬
- 이제나섬
- 게라마 제도
- 다이토 제도